# سادائو واکیزاکا
سادائو واکیزاکا (انگلیسی: Sadao Wakizaka؛ ۱۹۱۶ – ۱۹ آوریل ۱۹۴۵) بازیکن هاکی روی چمن اهل ژاپن بود.